# Aiteta scripta
Aiteta scripta är en fjärilsart som beskrevs av Walker 1865. Aiteta scripta ingår i släktet Aiteta och familjen trågspinnare. Inga underarter finns listade i Catalogue of Life.